# 陸軍参謀総長 (イギリス)
陸軍参謀総長（りくぐんさんぼうそうちょう、英語: Chief of the General Staff (CGS)）は、イギリス陸軍の最高位。
現在はパトリック・サンダース陸軍大将（General Sir Patrick Sanders）が陸軍参謀総長を務める。
国防参謀総長、国防参謀次長、第一海軍卿兼海軍参謀総長、空軍参謀総長、戦略軍司令官と共に参謀長委員会を構成する。

## 名称
原語では単に「Chief of the General Staff (CGS)」、直訳して参謀総長であり、これで陸軍参謀総長を意味する。なお、英軍全体を統括するのは国防参謀総長である。
旧原語名は「Chief of the Imperial General Staff (CIGS)」、直訳して帝国参謀総長である。